# 13357 Werkhoven
13357 Werkhoven este un asteroid din centura principală de asteroizi.

## Descriere
13357 Werkhoven este un asteroid din centura principală de asteroizi. A fost descoperit pe 15 octombrie 1998 la Kitt Peak National Observatory, în cadrul proiectului Spacewatch. Asteroidul prezintă o orbită caracterizată de o semiaxă mare de 2,75 ua, o excentricitate de 0,16 și o înclinație de 6,9° în raport cu ecliptica.